# 两河口镇 (西乡县)
两河口镇，是中华人民共和国陕西省汉中市西乡县下辖的一个乡镇级行政单位。

## 行政区划
两河口镇下辖以下地区：
两河口村、松花村、龙家庄村、三联村、安沟村、红花村、高潮村、简槽村、爱怡村、太平村、柏树垭村、黄家营村和封包河村。